# Pułk Ułanów Karpackich

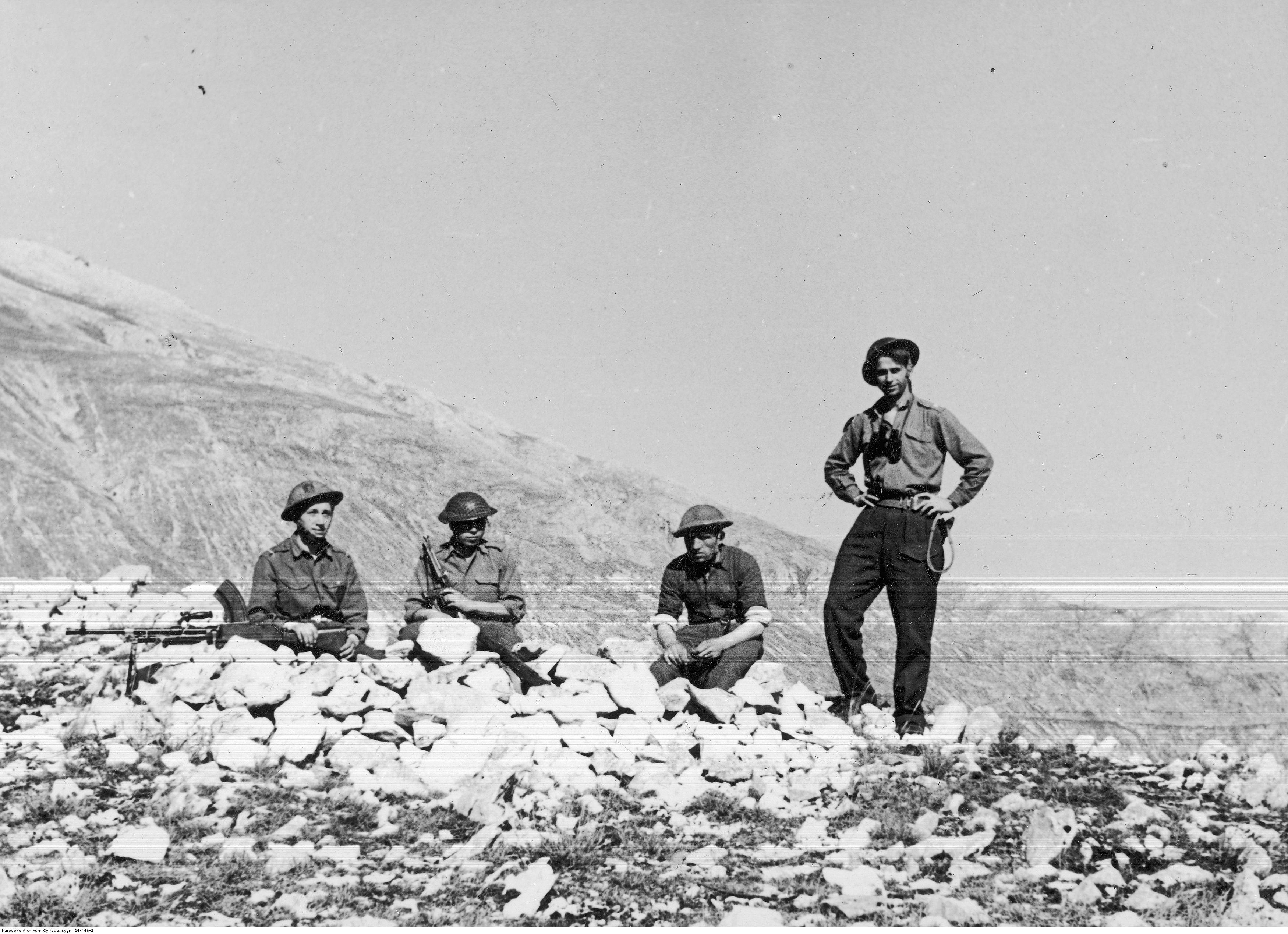
Żołnierze z Pułku Ułanów Karpackich 2 KP na pobojowisku na Monte Cassino

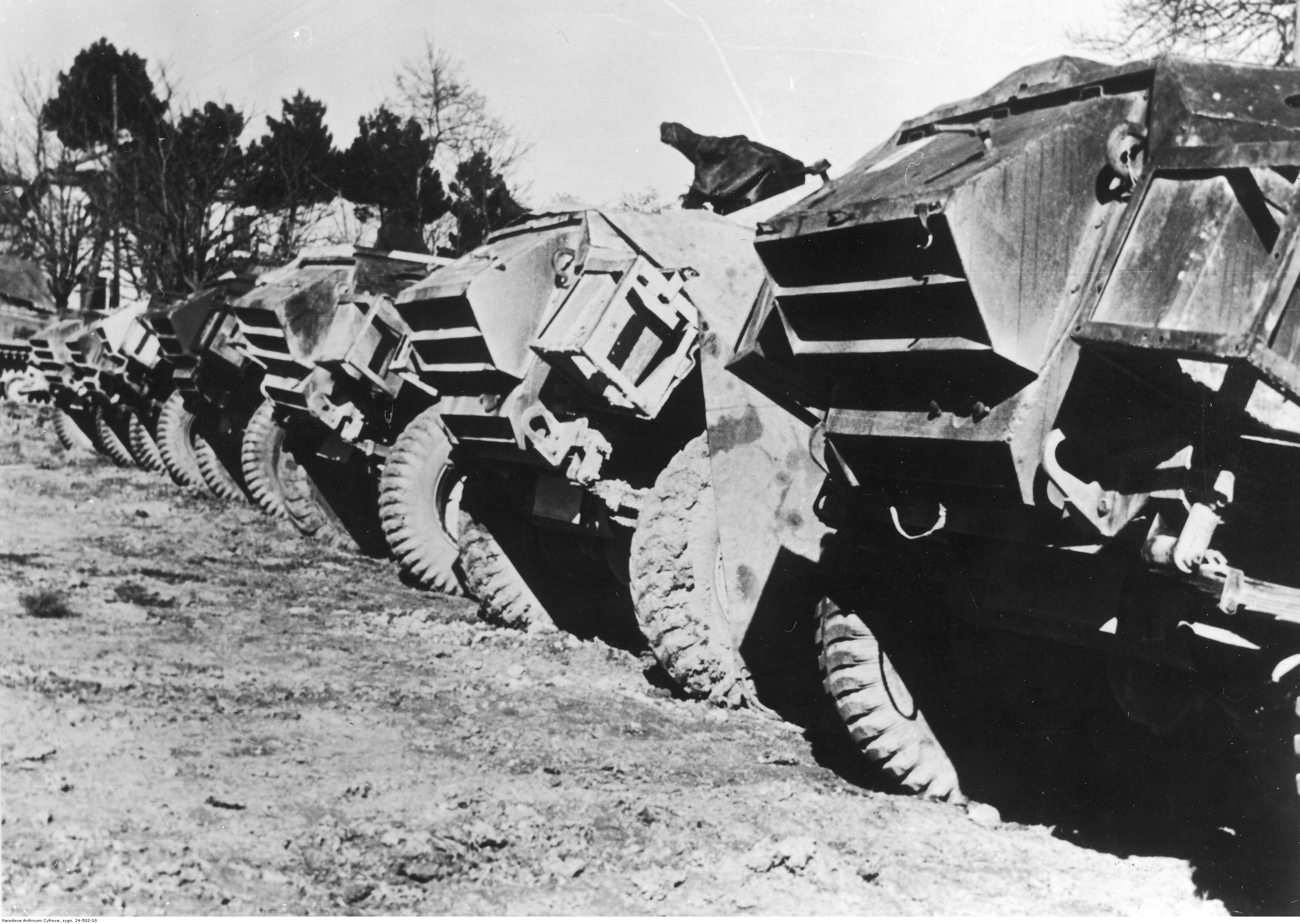
Samochody rozpoznawcze Daimler Scout Car (Dingo) Pułku Ułanów Karpackich

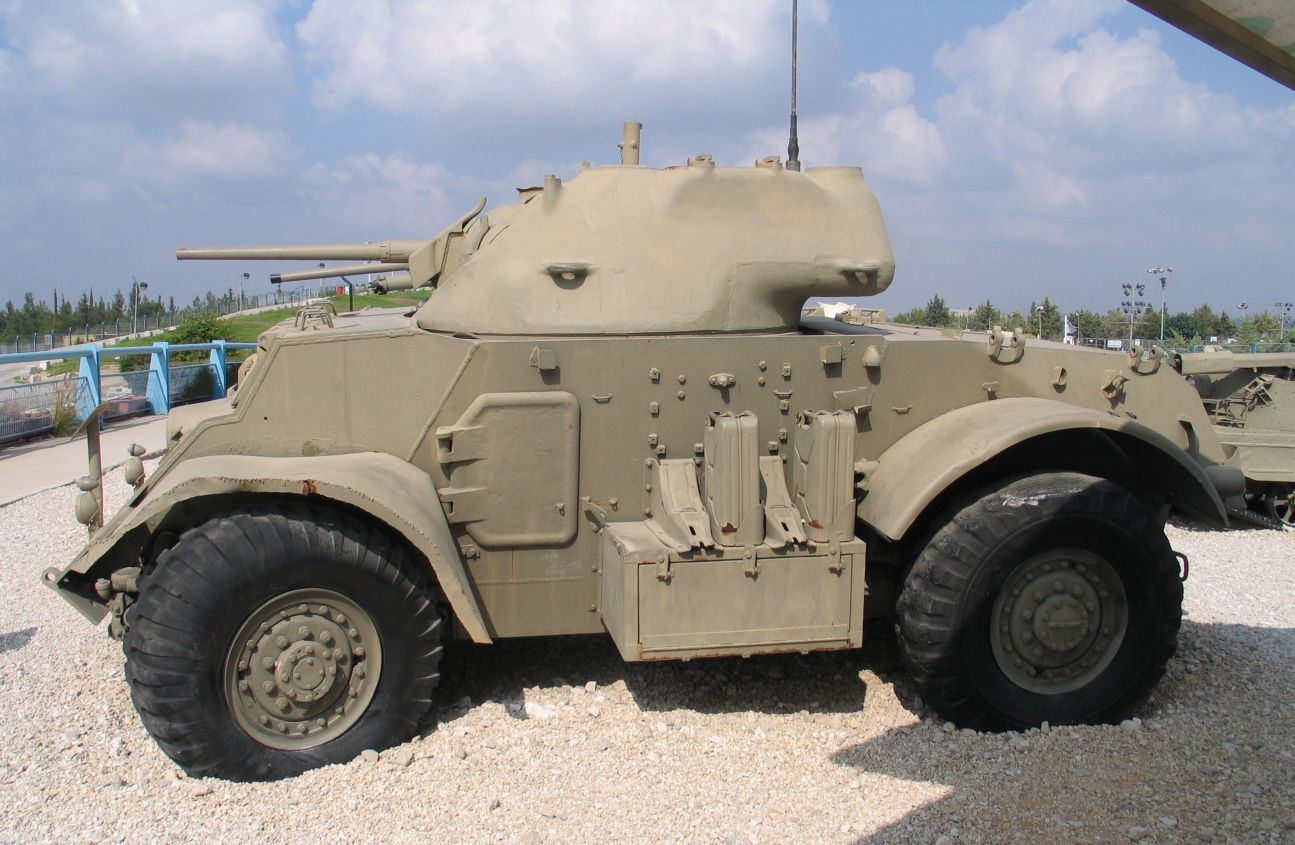
Samochód pancerny pułku – Staghound

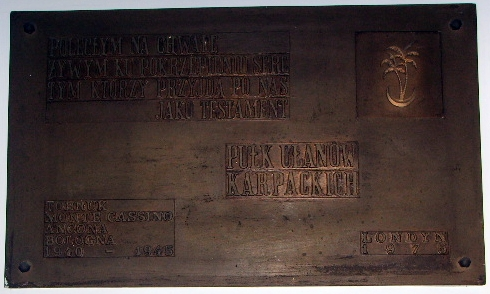
Tablica pamiątkowa w kościele św. Andrzeja Boboli w Londynie

Pułk Ułanów Karpackich – oddział kawalerii i kawalerii pancernej Polskich Sił Zbrojnych.

## Formowanie i zmiany organizacyjne
Początkowo pułk był formacją konną, a następnie zmotoryzowaną o charakterze oddziału rozpoznawczego Samodzielnej Brygady Strzelców Karpackich, która w brytyjskiej organizacji występowała jako grupa brygadowa (ang. Brigade Group). W listopadzie 1942 jednostka została przeformowana w pułk samochodów pancernych będący organicznym oddziałem rozpoznawczym 3 Dywizji Strzelców Karpackich. W maju 1943 jednostka została oddziałem rozpoznawczym Armii Polskiej na Wschodzie, a w lipcu tego - 2 Korpusu Polskiego, zachowując dotychczasową organizację według etatu pułku samochodów pancernych. Latem 1945 jednostka została przeformowana w pułk pancerny, pełniący rolę oddziału rozpoznawczego 2 Dywizji Pancernej, uzbrojonego w czołgi M4 Sherman. Pułk został rozformowany w lipcu 1948.
Rozkazem Naczelnego Wodza ogłoszonym w rozkazie dziennym Dyonu nr 29 z 5 lutego 1941 przemianowano dywizjon ułanów Brygady Strzelców Karpackich na Pułk Ułanów Samodzielnej Brygady Strzelców Karpackich. 

## Pułk w kampanii libijskiej
W okresie od 9 do 24 marca pułk szwadronami przemieścił się do Dekheilii i Mexu w pobliżu Aleksandrii. Jednocześnie w ostatniej dekadzie marca ułani otrzymali uzupełnienie 67 żołnierzy. W pierwszej dekadzie kwietnia ułani karpaccy wraz z całą Samodzielną Brygadą Strzelców Karpackich otrzymali uzupełnienie uzbrojenia oraz koni i mułów, w związku z przygotowaniami do wyjścia na front w Grecji w ramach Brytyjskiego Korpusu Ekspedycyjnego. Z uwagi na sytuację militarną do ekspedycji brygady nie doszło. Nowa ofensywa na Pustyni Zachodniej przeprowadzona przez oddziały niemieckie i włoskie odrzuciła oddziały brytyjskiej 8 Armii w kierunku granic Egiptu. Pułk pierwotnie skierowano w rejon Sidi Barrani, a następnie do Marsa Matruh, gdzie w maju i czerwcu 1941 pobrał sprzęt motorowy. 6 czerwca 1941 strona brytyjska wyraziła zgodę na zmotoryzowanie oddziału. 11 czerwca 1941 pułk zdał Brytyjczykom 262 konie. W trakcie pobytu na pustyni w rejonie Sidi Barrani i Mersa Matruh oraz Buq-Buq pułk prowadził akcję patrolową, zbierał porzucony sprzęt, broń i zwierzęta, budował umocnienia. Otrzymał na uzbrojenie pistolety maszynowe Thompson, 3 transportery opancerzone Carrier. Od 25 lipca do 25 września na kurs instruktorski w brytyjskiej szkole pancernej w Abbassia skierowano mjr. W. Bobińskiego oraz 8 oficerów i 6 szeregowych pułku. W okresie tym obowiązki dowódcy pułku sprawował mjr dypl. Stanisław Maleszewski. 7 lipca pułk został wycofany do obozu warownego Mersa Baggush. Od 21 do 25 sierpnia pułk przebywał w obozie tranzytowym w El Amryia w pobliżu Aleksandrii.     

### W oblężonym Tobruku
Podczas pobytu szwadrony zdały ciężki sprzęt bojowy, pojazdy, akta kancelaryjne i zbędne bagaże. Ułani pobrali nowe oporządzenie, umundurowanie, wyposażenie oraz uzupełnili uzbrojenie. Pułk przeszedł reorganizację, jako oddział całkowicie spieszony. Nocą 26/27 sierpnia 1941 przewieziono transportem morskim Pułk Ułanów Karpackich do obleganej przez Włochów i Niemców twierdzy Tobruk. Stan pułku przewiezionego do Tobruku to 30 oficerów 468 szeregowych. Ciężki sprzęt bojowy ułani karpaccy przejęli od hinduskiego 18 zmotoryzowanego pułku kawalerii. Wykorzystywano też zdobyczną  broń. Następnej nocy karpaccy ułani przejęli od 18 pułku lansjerów bengalskich, 6 kilometrowy odcinek obrony zaczynający się od wybrzeża morskiego. 3 i 5 października na skutek ostrzału artylerii zginęli dwaj pierwsi ułani ze składu pułku. Poszczególne szwadrony pułku prowadziły akcje patrolową na przedpolu własnych pozycji obronnej, a szwadrony 1 i 2 prowadziły wypady na pozycje włoskie w celu likwidacji ich placówek, rozpoznania stanowisk i schwytania jeńców. Wypad 2 szwadronu z wydzielonymi plutonami 1 i 3 szwadronu, nocą 12/13 października przyniósł oczekiwany sukces i jeńca. 28/29 października pułk większością sił zajął nowy odcinek "Środek Wyłomu" luzując skrzydłowe kompanie sąsiednich 2 i 3 batalionów strzelców karpackich. Na "Wyłomie" ułani prowadzili działania obronne do 10 grudnia 1941. 8 listopada ponownie w zasadzce patrol 1 szwadronu zlikwidował patrol włoskich bersalierów i pojmał jeńca. W związku z odblokowaniem twierdzy w Tobruku przez wojska 8 Armii Brytyjskiej na bazie pułku utworzono oddział pościgowy z pododdziałami wzmocnienia tj. plutonem rozpoznawczym 3 batalionu strzelców na transporterach Carriers, plutonem z kompanii ckm, plutonem z kompanii saperów, dywizjon ppanc. z dwoma bateriami i III dywizjonem Karpackiego pułku artylerii. Pułk ułanów 116 dni spędził w twierdzy, w tym 107 w bezpośredniej styczności z przeciwnikiem. Pułk Ułanów Karpackich od godz. 7.00 dnia 10 grudnia 1941 jako wzmocniony oddział pościgowy prowadził 2 podjazdami działania pościgowe, jednym uchwycił skrzyżowanie dróg Derna-Acroma, drugim zajął Acromę. Biorąc w walce przy tym 29 jeńców i zdobywając broń na nieprzyjacielu. Siły całego oddziału skoncentrowały się w Acromie. Była to pierwsza akcja bojowa pułku przeprowadzona przy użyciu sprzętu motorowego. W trakcie walk w obronie Tobruku z szeregów pułku ubyło 10 poległych, 2 zmarłych z ran, 2 poległych w trakcie transportu morskiego ewakuowanych jako rannych i 65 rannych. 13 grudnia oddział opuścił Tobruk i przeszedł do obozu przejściowego w Ariente w pobliżu portu tobruckiego. Został podporządkowany dowódcy brytyjskiej 16 Brygady Piechoty z zadaniem oczyszczania terenu z rozbitków niemieckich i włoskich. 16 grudnia podczas rekonesansu pojazd dowódcy pułku najechał na minową pułapkę, dowódca i zastępca zostali lekko ranni, 1 żołnierz poległ, a drugi zmarł w szpitalu. Od 19 grudnia ułani wykonali marsz w szyku obronnym na pojazdach brytyjskiej kolumny transportowej przez pustynię, a następnie od 22 grudnia transportem kolejowym. 24 grudnia 1941 pułk przybył do obozu El-Khatatba w Egipcie.    

### Obsada personalna pułku w sierpniu 1941
Dowództwo pułku:
- dowódca pułku – mjr kaw. Władysław Bobiński (na kursie)
- na czas nieobecności p.o. zastępcy dcy – mjr dypl. kaw. Stanisław Maleszewski
- zastępca dowódcy pułku – rtm. Stanisław Zakrzewski (w szpitalu)
- adiutant pułku – rtm. Wiktor Zaniewski
- kapelan – ks. Jan Malinowski
- lekarz pułku – por. lek. dr Bernard Chrzanowski

W dowództwie pełniło służbę 9 oficerów i 6 podoficerów
- dowódca szwadronu dowodzenia – por. Jan Porzecki (na kursie)
- zastępca dowódcy szwadronu dowodzenia– por. Tadeusz Majerowicz
- szef szwadronu dowodzenia – wachm. Bronisław Czekatowski

Szwadron liczył 110 podoficerów i ułanów
- dowódca plutonu łączności – por. Stanisław Stryjewski
- szef plutonu łączności – wachm. Stanisław Kubaj

Pluton liczył 1 oficera oraz 25 podoficerów i ułanów
- dowódca 1 szwadronu – rtm. Stanisław Kałusowski (na kursie)
- zastępca dowódcy 1 szwadronu – por. Franciszek Fangor
- szef 1 szwadronu – wachm. Franciszek Saban

Szwadron liczył 7 oficerów oraz 113 podoficerów i ułanów
- dowódca 2 szwadronu rtm. Antoni Smodlibowski
- zastępca dowódcy 2 szwadronu – ppor. Szczepan Stańczykiewicz
- szef 2 szwadronu – st. wachm. Józef Podwysocki

Szwadron liczył 6 oficerów oraz 112 podoficerów i ułanów
- dowódca 3 szwadronu – rtm. Antoni Kawecki
- zastępca dowódcy 3 szwadronu – por. Czesław Pawłowski
- szef 3 szwadronu – wachm. Kazimierz Januszewski

Szwadron liczył 6 oficerów oraz 110 podoficerów i ułanów

## Służba w Egipcie
10 stycznia 1942 pułk został wyłączony ze składu Samodzielnej Brygady Strzelców Karpackich i podporządkowany generałowi brygady Józefowi Zającowi, dowódcy Wojska Polskiego na Środkowym Wschodzie. W tym też czasie zorganizowany został szwadron szkolny Pułku Ułanów Karpackich w brytyjskim Centrum Wyszkolenia Broni Pancernej w Abassia. Pułk sukcesywnie otrzymywał uzupełnienie w sprzęcie motorowym. 4 lutego pułk zmienił miejsce postoju do Mena Camp, gdzie istniały lepsze warunki do szkolenia. W okresie od marca do czerwca 1942 pułk otrzymał 9 samochodów pancernych różnych typów i kilkadziesiąt innych pojazdów. Ułani Karpaccy oprócz szkolenia asystowali podczas uroczystości woskowych oraz odwiedzin dostojników państwowych i wojskowych. 5 czerwca przydzielono do pułku uzupełnienia w postaci 249 szeregowych przekazanych z 1 pułku ułanów Krechowieckich. Od 30 czerwca 1942 PUK wraz z 1 batalionem czołgów mjr. Stanisława Glińskiego (z niewielką ilością czołgów szkolnych) wszedł w skład brytyjskiej 10 Dywizji Pancernej z zadaniem patrolowania delty Nilu. Od 3 lipca ułani w ramach hinduskiej 20 Brygady Piechoty zajęli obronę w rejonie zapory wodnej na Nilu i miejscowości Delta Barrage. Spieszonymi szwadronami oraz plutonami samochodów pancernych prowadzili akcję patrolową przedpola. Prowadzono rozbudowę umocnień polowych. Od 1 lipca do 11 października 1942 pułk uczestniczył w obronie Delty Nilu. Otrzymano południowoafrykańskie samochody pancerne Marmon-Herrington oraz kilkanaście Universal Carrierów. W związku z brakami w etatowym sprzęcie, pobrano z magazynów zdobyczny sprzęt włoski i niemiecki, remontując go w pułkowej czołówce naprawczej. Utworzono pluton czołgów wyposażony w czołgi Pz.Kpfw. III Ausf.J. Przejęto także armaty przeciwpancerne PaK 38 oraz moździerze kalibru 50 mm oraz włoskie samochody pancerne typu AB. Na początku sierpnia zakończono rozbudowę pozycji obronnych. 29 sierpnia pułk wizytował gen. Alexander. Wieczorem po wizycie pułk otrzymał dwa pierwsze czołgi Stuart I, a następnego dnia do pułku przybyły dwa następne czołgi tego typu. 1 października Pułk Ułanów Karpackich otrzymał rozkaz pogotowia marszowego. Planowano przetransportować pułk do Iraku.      

## W Armii Polskiej na Wschodzie i w II Korpusie Polskim
Na podstawie rozkazu Ldz. 100/tj./42 dowódcy Armii Polskiej na Wschodzie z 12 października 1942 pułk został wcielony do 3 Dywizji Strzelców Karpackich. Na podstawie rozkazu Ldz. 821/I/Tj/42 dowódcy Armii Polskiej na Wschodzie z 10 listopada 1942 Organizacja 3 Dywizji Strzelców Karpackich pułk został zaliczony do składu „jednostek poza brygadowych” 3 Dywizji Strzelców Karpackich pod nazwą „3 Pułk Ułanów Karpackich” razem z „plutonem łączności 3 pułku ułanów Karpackich” i „czołówką naprawczą 3 pułku ułanów Karpackich”. Stan etatowy pułku liczył wówczas 42 oficerów i 603 szeregowych. Jednostka przyjęła organizację według obowiązującego na Środkowym Wschodzie brytyjskiego etatu wojennego ME/673/1 pułku samochodów pancernych (ang. ''Armoured Car Regiment), natomiast pluton łączności według etatu VI/423/1 o stanie 1 oficera i 24 szeregowych, a lekka czołówka naprawcza typu „A” według etatu II/32/2 o stanie 1 oficera i 15 szeregowych Pomiędzy 6 a 13 października rzut kołowy pułku pokonał trasę z Egiptu do Iraku do obozu Quizil Ribat pod dowództwem rtm. W. Zaniewskiego i rtm. Z. Sokołowskiego. Pozostała część pułku transportem kolejowym dotarła do Suezu, skąd transportem morskim 15 października wypłynęła, docierając 4 listopada do Maquili w Iraku. Osiągnęła następnie transportem kolejowym nazajutrz Bagdad, a 6 listopada dotarła pojazdami pułku do miejsca przeznaczenia. 9 i 13 listopada wcielono do pułku uzupełnienia odpowiednio z 7 i 9 batalionów strzelców karpackich w ilości 37 i 31 szeregowych młodych roczników, równocześnie 69 szeregowych starszych roczników przeniesiono do 5 Dywizji Piechoty. Od 18 listopada utworzono 4 szwadron szkoleniowy celem przeszkolenia uzupełnień otrzymanych w ostatnim półroczu. Od 13 listopada do 4 grudnia 1942 3 DSK przeszła do rejonu Mosul-Qaiyara (Qayyarah) z wyjątkiem 3 Pułku Ułanów Karpackich, który pozostał w Quizil Ribat, „gdzie ze wszystkich pułków rozpoznawczych zostało utworzone wyszkoleniowe zgrupowanie kawalerii”. Szkolenie rozpoczęto w styczniu 1943. 11 maja pułk otrzymał 21 samochodów pancernych Marmon Harrington od pułku rozpoznawczego hinduskiej 5 DP. 14 maja 1943 dotychczasowy dowódca pułku, podpułkownik Władysław Bobiński został przeniesiony na stanowisko oficera sztabowego do zleceń dowódcy Armii Polskiej na Wschodzie, a na stanowisko dowódcy pułku został wyznaczony major Stanisław Zakrzewski. 15 maja 1943 zgrupowanie pułków kawalerii zostaje rozwiązane. Dwa dni później pułk został podporządkowany dowódcy Armii Polskiej na Wschodzie, a jego miejsce w składzie 3 Dywizji Strzelców Karpackich zajął 12 Pułk Ułanów Podolskich. 18-19 maja 1943 pułk przeszedł marszem kołowym do miejscowości Baba Gur-Gur w rejonie Kirkuku i podjął warty przy rafineriach naftowych. W czerwcu pułk dwukrotnie był wizytowany przez Naczelnego Wodza gen. W. Sikorskiego. 24 czerwca rozwiązano 4 szwadron szkoleniowy przekazując 13 ułanów do 12 pułku Ułanów Podolskich, większość ułanów rozdzielono do własnych szwadronów.  Według nowej organizacji obowiązującej od 21 lipca 1943 Pułk Ułanów Karpackich został pułkiem rozpoznawczym samochodów pancernych 2 Korpusu Polskiego. 27 sierpnia mjr S. Wyskota-Zakrzewski mianowany został dowódcą pułku, a zastępca rtm. A. Smodlibowski. W dniach 18-25 września PUK transportem kołowym przemieścił się z dotychczasowego miejsca postoju do obozu Kilo 89 w Palestynie. W pierwszych dniach października ułani uczestniczyli w ćwiczeniach "Narcyz", od 21 październik w dużych ćwiczeniach "Virile".  Z uwagi na nową organizację i nowy etat nr ME/1375/1, rozpoczęto równolegle jego reorganizację i pobieranie stosownego uzbrojenia. Od 23 listopada przybyły pierwsze pojazdy bojowe. 17 i 23 listopada PUK był wizytowany przez nowego NW gen. broni Kazimierza Sosnkowskiego. Podjęto szkolenie na nowym sprzęcie na kursach w powtórnie utworzonym szwadronie szkolnym w Abbassia i w pułku. 30 listopada przybyło uzupełnienie z 7 Dywizji Piechoty, 15 szeregowych. 2 grudnia 1943 r. karpaccy ułani przybyli do Egiptu do obozu tranzytowego Quasassin. Na miejscu uzupełniono pułk etatowymi wozami bojowymi, uzbrojeniem i wyposażeniem. Istniejące braki etatowe 140 szeregowych, pokryto częściowo ostatnim uzupełnieniem w liczbie 100 junaków 17-18 letnich. 3 i 12 stycznia 1944 załadowano w Aleksandrii pojazdy pułku na transport morski. 19 stycznia nastąpiło zaokrętowanie stanu osobowego pułku na statek m/s "Batory". Wyokrętowanie odbyło się w porcie Taranto we Włoszech 25 stycznia 1944.

## Walki pułku we Włoszech
Po wyładowaniu, ułani podstawionymi samochodami zostali przewiezieni do obozu w San Basilio koło Mottoli i zakwaterowani pod namiotami. Rozpoczęto intensywne szkolenie ostatnich uzupełnień, szkolono plutony wsparcia w brytyjskim Centrum Szkolenia Saperów w rozbrajaniu min i pułapek minowych. wydzielone pododdziały pełniły wartę w Taranto. Sukcesywnie przybywały do portu pojazdy bojowe i pozostały sprzęt.

### Obrona nad rzeką Sangro
7 marca 1944 pułk wszedł do akcji nad rzeką Sangro, niepełnym 1 szwadronem konwojując dowóz zaopatrzenia dla 5 batalionu strzelców karpackich stacjonując w Aquaviva. Pozostała część pułku 14 i 15 marca zakwaterowała się w miejscowościach S. Massimo i Castellone. Od 1 kwietnia 1944 wzmocniony 3 szwadron został przydzielony do brygad 5 KDP, obsadzając rotacyjnie dwoma wysuniętymi plutonami miejscowości La Selva i Cerre Grosso. 11 i 14 kwietnia 1 i 3 szwadron powróciły do sił głównych pułku. 

### Bitwa o Monte Cassino
12 i 14 kwietnia PUK został przegrupowany do miejscowości Bellona. Po przegrupowaniu wymieniono 15 sztuk samochodów pancernych Staghound z armatami 37 mm na pojazdy wsparcia z haubicami. Podjęto szkolenie załóg oraz całego składu pułku z zakresu minersko-saperskiego. Ponadto ułani przygotowywali się do walk jako oddział spieszony. Nocą 4/5 maja 1944 pułk objął odcinek bojowy pod Monte Cassino, luzując 17 lwowski batalion strzelców. Pułk zajął pozycje obronne na prawym skrajnym skrzydle korpusu zajmując północno-wschodnie stoki wzgórza Castellone. Graniczył z pododdziałami nowozelandzkiej 5 Brygady Piechoty na prawo i z 15 pułkiem ułanów Poznańskich na lewo, podlegał dowódcy 6 Lwowskiej Brygady Piechoty. Spieszony pułk w I linii frontu liczył 416 oficerów i szeregowych, uzbrojony był w broń indywidualną i zespołową w postaci 18 rkm, 12 ckm i 12 moździerzy. W nocy 11/12 maja 1944 r. w ramach natarcia 2 Korpusu Polskiego PUK prowadzi działania demonstracyjne wysyłając trzy patrole na przedpole własnych pozycji obronnych. Wywołało to silny ogień artylerii nieprzyjaciela, spada na stanowiska pułku tej nocy ponad 1000 pocisków. W dniach 12-16 maja prowadzono ograniczoną akcję patrolową na przedpolu obrony. 17 maja w ramach II natarcia korpusu podjęto działania zaczepne, wykonując wypad na wzg. Pizzo(Passo) Corno. Przez cały dzień ułani patrolowali przedpole, wywołując ogień artylerii wroga. 18 maja wyznaczona grupa z 2 i 3 szwadronu o godz. 15.35 dokonała wypadu w kierunku wzg. 893, w jego wyniku stwierdzono, że nieprzyjaciel nadal utrzymuje pozycje obronne. Ponadto ustalono miejsce rozmieszczenia jego środków ogniowych. 19 maja 1944 o godz. 13.30 przy wsparciu artylerii, 3 szwadron dokonał wypadu  zdobył wzg. 893 Passo Corno. W utrzymaniu wzg. 893 Passo Corno z ułanami karpackimi współdziałał 1 szwadron ułanów poznańskich. W czasie walki poległo 23 ułanów, a kolejnych 30 zostało rannych. W trakcie walki wzięto do niewoli 25 jeńców. Amunicję dostarczał i ewakuował rannych oraz zapewniał szkieletową obsadę stanowisk 2 szwadron karpacki. Na rozkaz dowódcy 6 LBP 3 szwadron 20 maja powrócił na stanowiska wyjściowe, zluzowany przez 15 puł.. PUK pozostał na stanowiskach obronnych do dnia 28 maja. Z uwagi na wycofanie się jednostek niemieckich, patrol karpacki zajął górę Cairo. Następnie ułani udali się w dniu 29 maja 1944 r. na wypoczynek do miejscowości Montagano. 6 czerwca przybyło do pułku uzupełnienie 96 podoficerów i szeregowych. 

### Bitwa o Ankonę
21 czerwca 1944 Pułk Ułanów Karpackich przegrupował się do miejscowości Rocca. 28 i 29 czerwca ułani przemieścili się przez Porto D'Ascoli do Porto San Elpidio. W trakcie marszu dwaj dowódcy szwadronów odeszli na stanowiska zastępów dowódców 4 i 6 pułków pancernych. 30 czerwca PUK został przydzielony do 3 DSK, 1 szwadron został podporządkowany 2 Brygadzie Strzelców Karpackich, na czele której prowadził rozpoznanie pomiędzy szosą nr 16, a morzem. 1 lipca 1 szwadron przekroczył rzekę Potenza, a następnie rozpoznawał możliwość przekroczenia bronionej rzeki Musone. W godzinach wieczornych na odcinek walki 1 szwadronu został wprowadzony cały pułk karpacki. Podjazd z 3 szwadronu uchwycił przyczółek przez rzekę Musone na zachód od Loreto. Ułanów wspierał I dywizjon 3 Karpackiego pułku artylerii lekkiej i I dywizjon 3 Karpackiego pułk artylerii przeciwpancernej. W wyniku ciężkich walk o sforsowanie rzeki Musone, 2 lipca ułani siłami 1 i 2  szwadronu przeszli rzekę i uchwycili przyczółki zmuszając nieprzyjaciela do wycofania się. Starty jakie poniósł pułk to 7 poległych, 16 rannych i 2 samochody pancerne spalone, 3 pojazdy pancerne uszkodzone. 3 lipca dalsze natarcie na czele ułanów karpackich prowadził 3 szwadron, po uchwyceniu 2 mostów na rzece Aspio przez działający podjazd. Podjazd 3 szwadronu skierował się w kierunku Neumana, gdzie zdobył przez zaskoczenie kolejny most, na przedmieściach Neumana. Walczący o miejscowość podjazd 3 szwadronu wsparł 2 szwadron pułku. W trakcie wieczornych i nocnych walk o Neumana, część miejscowości w walce ulicznej zostaje zajęta, schwytano ponad 100 jeńców, utracono 5 rannych ułanów. 4 lipca 2 szwadron wraz z 3 kompanią 5 bsk podjął dalsze działania zaczepne w kierunku Camerano, na skutek silnego oporu nieprzyjaciela, bez powodzenia. W dniach 4-8 lipca PUK bronił rejonu osiągniętego w dniu 3 lipca, odpierając szereg kontrataków i wypadów na most w rejonie Neumana i inne odcinki obrony. 8 lipca w miejsce kompanii 5 bsk PUK został wzmocniony zgrupowaniem Comando mjr. W. Smrokowskiego i plutonem czołgów z 1 pułku ułanów Krechowieckich. 9 lipca część 2 szwadronu wraz z 111 kompanią ochrony mostów gwałtownym natarciem opanowały wzg. 111 i wzg. Monte Freddo, a następnie odparły kontratak niemiecki na zdobyte pozycje. Od 10 do 17 lipca 1944 Zgrupowanie Pułku Ułanów Karpackich prowadziło działania mylące i pozorujące w pasie nadmorskim i szosie nr 16 na kierunku Ankony. Działania te polegały na pozorowaniu koncentracji większych sił oraz aktywnych działań rozpoznawczych łącznie z wypadami na pozycje nieprzyjaciela w celu uchwycenia obiektów terenowych i jeńców. Do ważniejszych należały: wypad w nocy 11/12 lipca plutonu 1 samodzielnej kompanii komandosów na wzg. Montagnola, wyparcie placówki wroga z rejonu Ill Coppo przez 111 komp. ochrony mostów, 15 lipca pozorowane natarcie plutonu czołgów ułanów Krechowieckich i trzech plutonów samochodów pancernych ułanów Karpackich na Ill Coppo, pozorowane natarcie samochodów pancernych i czołgów na odcinku całego pułku 16 lipca oraz wypad dwóch plutonów 3 szwadronu na miejscowość Montagnola. Poza rozpoznaniem i zdobyczami w jeńcach, ułani stracili 4 poległych i 8 rannych. 16 lipca 1 samodzielna kompania komandosów odchodzi z pułku, a przybywa powtórnie 3 kompania 5 bsk. Działające patrole zgrupowania PUK stwierdziły wycofanie się niemieckich jednostek w nocy 17/18 lipca. Prowadzony od świtu pościg natrafił na niesprzyjające warunki terenowe i meteorologiczne oraz liczne zniszczenia i zapory. Na czele pułku łamiąc opór straży tylnych nieprzyjaciela wkroczyły do Ankony podjazdy 3 szwadronu i za nimi 1 szwadron ułanów wraz z 111 kompanią. Pododdziały te zajęły dworzec kolejowy Ankona, w ślad za nimi miasto osiąnęły pozostałe siły zgrupowania. W dniu 18 lipca o godz. 14.30 miasto zostało opanowane, do końca dnia oczyszczono Ankonę z drobnych grup żołnierzy wroga, straty poniesione przez karpackich ułanów w tym dniu to 3 poległych i 3 rannych.

### Od Ancony do Pesaro
19 lipca 1944 w pułku z wizytą przebywał Naczelny Wódz gen. K. Sosnkowski, w godzinach popołudniowych ułani karpaccy zostali włączeni w skład zgrupowania pościgowego 3 DSK pod nazwą Oddział Wydzielony "A" płk. dypl. K. Stafieja. W godzinach popołudniowych wyruszyły podjazdy z 1 i 3 szwadronu każdy w sile plutonu samochodów pancernych. Wieczorem podjazdy dotarły do rzeki Esino rozpoznawały możliwość przeprawy. 20 lipca PUK sforsował Esimo i przystąpił do pościgu za odchodzącym nieprzyjacielem. 1 i 3 szwadrony wykonały pościg jako czołowe na dwóch drogach marszu. 3 szwadron z baterią 7 pappanc. i plutonem saperów z 10 batalionu saperów zdobył Montignano, a następnie uderzeniem na skrzydło i tyły zdobył dominujące wzgórza Torre Albani. Ułanów wspierał dywizjon 3 Karpackiego pal. 1 szwadron zajął po walce Castellaro. Straty tego dnia to 6 rannych ułanów z 3 szwadronu. Nazajutrz z uwagi na zaminowany teren, nękający ogień artylerii i wypady nieprzyjaciela, 3 szwadron wysłał dwa podjazdy w sile plutonu, a resztą sił zajął obronę na zdobytych poprzedniego dnia pozycjach. Poniósł dalsze straty 4 rannych. 1 szwadron tego dnia podjął dalszy pościg zdobył wzg. 150 S. Silvestro i rozwinął się do natarcia na następne wzg. 190 Sovrano. W wyniku niemieckiego ognia ppanc. 1 szwadron stracił 5 poległych i 5 rannych. 22 lipca 1944 na wzg. 190 Sovrano przeprowadził natarcie przydzielony do PUK 1 szwadron 4 ppanc., również nie odnosząc sukcesu. Tego dnia ułani pozostali w obronie. Od 23 lipca 1 i 3 szwadrony wspierały bataliony 2 BSK, która zajęła wcześniej zdobyte przez ułanów stanowiska obronne. 26 lipca patrole strzelców i ułanów karpackich stwierdziły odwrót sił wroga, wysłane podjazdy ułanów 1 i 3 szwadronów dotarły do rzeki Misa w potyczce tracąc jednego rannego. Nazajutrz 3 szwadron wspierał batalion strzelców 2 BSK w walce z wypadem wroga na wzg. 103 Mandriola, a następnie wkroczył do Senigallii. Od 29 lipca ułani karpaccy pozostają w odwodzie dowódcy 2 BSK, natomiast 1 szwadron przez trzy dni wspiera grupę "Maiella". Z dniem 31 lipca PUK przechodzi na nowe pozycje obronne w górach, jako grupa taktyczna "Zak", luzując brytyjski pułk samochodów pancernych Gwardii Konnej HCR. W skład grupy wchodzi 111 kompania, dywizjon 9 pal, bateria ppanc. z 7 pappanc. plutony saperów, żandarmerii itd. Jednostki zgrupowania w dniach 1-3 sierpnia prowadzą działania obronne i walkę patroli na rozległym 25 kilometrowym odcinku obrony. W trakcie walk z pułku poległo 2 oficerów, rannych zostało 5 ułanów i 2 współpracujących włoskich partyzantów. 4 sierpnia 3 szwadron ze 111 kompanią zdobyli miejscowość Sassoferrato, 5 sierpnia dalsze miejscowości Morello, Bellissio i Monte Ajate. 2 szwadron zajął miejscowość Cantiano. 6 sierpnia ułanów karpackich luzują ułani poznańscy z grupy taktycznej "Kieda". 8 sierpnia PUK przechodzi na odpoczynek do miejscowości Falconara Martina w pobliżu Ankony. 16 sierpnia 1944 PUK wszedł w skład Zgrupowania Kawalerii pod dowództwem gen. bryg. Z. Bohusza-Szyszko. 17 sierpnia ułani karpaccy wykonali marsz w kierunku linii frontu, po drogach górskich i w nocy 17/18 sierpnia dokonali luzowania szwadronów 15 puł. W I rzucie pułku stanowiska bojowe objęły; 111 kompania ochrony mostów i 2 szwadron. 18 sierpnia podjęto intensywne działania patrolowe na przedpolu, rozpoznając przeprawy przez rzekę Cesano i stanowiska obronne wroga. 19 sierpnia część 111 kompanii wsparta plutonem samochodów pancernych 3 szwadronu w walce opanowała miejscowość Case Nuove biorąc jeńców. 2 szwadron zaskoczył nieprzyjaciela obejściem jego pozycji i zdobył w walce miejscowość S. Lorenzo i wzg. 263, tworząc przyczółek na rzece Cesano. Wysłane dwa podjazdy z 2 szwadronu stoczyły walkę z pododdziałem piechoty niemieckiej zabierając jeńców i uchwyciły miejscowość Montalfoglio. Nieprzyjaciel wycofał się na linię obrony w rejonie S. Andrea. 20 sierpnia 111 kompania i część 3 szwadronu wykonały natarcie ze wsparciem artylerii 7 pak na obronę wroga. Z uwagi na małe siły wyznaczone do ataku, silny ogień artylerii i broni maszynowej nieprzyjaciela natarcie nie powiodło się. W boju o S. Andrea di Suasa poległ 1 ułan, a 3 zostało rannych, w 111 kompanii poległo 3 żołnierzy, 4 odniosło rany. Nocą 20/21 sierpnia nieprzyjaciel rozpoczął odwrót. Rano podjazdy pułku rozpoczęły pościg, podjazd 3 szwadronu z częścią 111 kompanii opanował S. Andrea. 2 szwadron toczył potyczki z niemieckimi strażami tylnymi zajął Fratte Rosa, w walce poległ jeden z ułanów. 3 szwadron wspólnie ze 111 kompanią opanował S. Andrea di Suasa, skąd wysłano dwa podjazdy, jeden po walce opanował Torre S. Marco, a drugi podjazd zainicjował walkę o miejscowość Barchi. W walce o Barchi wzięła udział reszta 3 szwadronu, który zdobył ją. 22 sierpnia do pościgu w kierunku rzeki Metauro zostają wyznaczone wszystkie trzy szwadrony pułku. 3 szwadron zdobył S. Ippolito, podjazdy 1 i 2 szwadronu miejscowość Reforzate, a 2 szwadron Isola di Fano. W trakcie pościgu rany odniosło 3 ułanów. Nocą 22/23 sierpnia pułk rozpoznał przeprawy przez Metauro, w ciągu dnia 23 sierpnia zostaje zluzowany przez sąsiednie jednostki; brytyjski HRC i włoskie zgrupowanie "Maiella". 24 sierpnia PUK został przegrupowany na odcinek nadmorski do miejscowości Scapezano, wraz z pozostałymi jednostkami Zgrupowania Kawalerii Pancernej. 25 sierpnia ułani zluzowali pododdziały 1 BSK wysuwając do I rzutu nad rzekę Metauro 1 szwadron i 111 kompanię włosko-polską, w drugiej linii 2 szwadron, a 3 szwadron i szwadron dowodzenia wraz z dowództwem pułku pozostały w odwodzie. 26 sierpnia prowadzono rozpoznanie przepraw, rozminowanie brzegów i dojść do rzeki. 27 sierpnia wysyłano dwa podjazdy w kierunku miejscowości Fano. Podjazdy stoczyły walkę w rejonie wzg. M. Giove wzięły jeńców z niemieckiej 1 Dywizji Spadochronowej, a następnie wraz z podjazdem 15 puł Poznańskich i 111 kompanią zajął ten przedmiot terenowy. W działaniach tych z 1 szwadronu zostało rannych 3 ułanów. Na odcinku 2 szwadronu na minie poległo 2 ułanów, w tym jego dowódca. 28 sierpnia w godzinach porannych 1 szwadron osiągnął linię rzeki Arzilla, po południu 1 i 2 szwadrony w I rzucie forsują podjazdami rzekę Arzilla. Na wyniku celnego ostrzału artylerii wroga 1 szwadronu, 2 ułanów poległo, a 5 zostało rannych. patrole tego szwadronu nad rzeką poniosły dalsze straty 3 rannych. 

### Bój o Pesaro
29 sierpnia nieprzyjaciel rozpoczął odwrót z linii rzeki Arzilla w pościg wyruszył 1 szwadron wraz ze 111 kompanią, stoczył liczne potyczki, wieczorem te dwa pododdziały dotarły do przedmieść Pesaro. 2 szwadron stoczył potyczki, opanował miejscowość Muraglia, a podjazdy podjechały pod Pesaro. W trakcie walk na przedmieściach zostało rannych 3 ułanów. 30 sierpnia 1 i 2 szwadron oraz 111 kompania ochrony mostów, rozpoczęły walki uliczne o Pesaro, dotarły do śródmieścia miasta na rzekę Foglia. W południe przy wsparciu wrogiej artylerii nieprzyjaciel wykonał kontratak siłami 1 pułku strzelców spadochronowych, w wyniku zaciętych walk ulicznych pododdziały pułku wycofały się na południowe przedmieściach. Poległo 3 ułanów, 8 zostało rannych. Nocą PUK został wzmocniony przez zgrupowanie Maiella. 31 sierpnia rano ułani karpaccy z 1 i 2 szwadronu, 111 kompania, grupa Maiella oraz brytyjski pułk rozpoznawczy samochodów pancernych HRC, podjęły ostateczny szturm miasta. Walki uliczne toczone przez nacierające oddziały, pozwoliły opanować większość miasta. Po zmroku wycofano ponownie pojazdy pancerne poza miasto, pozostawiając piesze pododdziały w mieście. 1 września od rana prowadzące natarcie pododdziały dotarły do linii rzeki Foglia w Pesaro. 2 września oddziały nacierające na Pesaro straciły styczność bojową z wrogiem, który wycofał się. Wysłane za rzekę i miasto podjazdy opanowały wzg. 166 San Bartolo. Dalszy pościg po zluzowaniu ułanów karpackich, podjęli ułani podolscy z 12 pułku. Do 6 września PUK przebywał w rejonie Pesaro oczyszczając teren i prowadząc rozbrajanie terenu z min.          

### Na wypoczynku i odwodzie korpusu
Pułk został skierowany na odpoczynek do rejonu San Elpidio pod namioty, a od 8 września do budynków mieszkalnych w Porto S. Giorgio. Konserwowano broń, sprzęt i pojazdy bojowe. Żołnierze wypoczywali i wyjeżdżali na urlopy. Podjęto szkolenie i udział w kursach poza pułkiem oraz staże w pułkach pancernych. Na przełomie września i października 1944 pułk otrzymał sześć amerykańskich dział samobieżnych M3 GMC, z których sformowano pododdział nazywany początkowo plutonem artylerii, a później baterią wsparcia. Dowódca tego pododdziału miał do dyspozycji samochód pancerny Daimler Dingo. 19 i 20 października pułk przegrupowano na odległość 353 km do Arezzo. 17 listopada przybyło uzupełnienie 44 żołnierzy z 7 pułku pancernego. Od 22 listopada ułani rotacyjnie szwadronami pełnili służbę regulacji ruchu na bezpośrednim zapleczu frontu. W grudniu 1944 do formowanych: 10 pułku huzarów i szwadronu sztabowego 3 Wielkopolskiej Brygady Pancernej odeszło ponad 70 oficerów, podoficerów i ułanów. 26 stycznia nastąpiła zmiana zakwaterowania pułku do miasta Treii. Do utworzonego 31 stycznia  szwadronu szkolnego w dniu 1 lutego przybyło uzupełnienie 96 szeregowych z 2 batalionu komandosów zmotoryzowanych, a 11 lutego kolejnych 37 szeregowych z 21 batalionu piechoty. Szwadron szkolny prowadził szkolenie przybyłych uzupełnień w okolicach Treii do jego rozwiązania 1 kwietnia 1945.             

### Obrona nad rzeką Senio
5 marca 1945 PUK wykonał marsz do miejscowości S. Silvestro i podporządkowany został dowódcy 5 Kresowej Dywizji Piechoty. 6 marca ułani zluzowali brytyjską jednostkę rozpoznawczą i zajęli stanowiska nad rzeką Senio, mając spieszony 1 szwadron w I linii, za nim spieszony w II linii 2 szwadron, a w odwodzie szwadron 3 na pojazdach pancernych. 8 marca ułanów wzmocnił pluton czołgów 6 pułku pancernego. Wsparcie artyleryjskie stanowiła własna bateria artylerii i II dywizjon 3 Karpackiego pal. Ułani karpaccy ponieśli też w pierwszych dniach obrony straty; 1 poległego i 1 rannego żołnierza. 26 marca 1 i 2 szwadrony oraz szwadron dowodzenia odeszły do Treii na wypoczynek. Nad Senio pozostał 3 szwadron wspierając 6 LBP, a od 31 marca został podporządkowany przejmującej odcinek obrony 4 Wołyńskiej Brygadzie Piechoty. 4 i 5 kwietnia 3 szwadron na pojazdach jako odwód ruchomy wspierał 10 Wołyński batalion strzelców w odparciu wypadu dwóch kompanii wroga na stanowiska obronne. 3 szwadron działał w szykach 4 WBP Zgrupowania "Rud" do 21 kwietnia, po tym dniu dołączył do sił głównych pułku.             

### Bitwa o Bolonię
9 kwietnia 1945 kwaterujący w Treii PUK bez 3 szwadronu, przydzielony został do Zgrupowania "Rak" gen. bryg. B. Rakowskiego. W nocy 9/10 kwietnia w wypadku drogowym zginął zastępca dowódcy pułku mjr M. Paciorek. 10-11 kwietnia ułani wykonali marsz w kierunku linii frontu dołączając do zgrupowania 2 Brygady Pancernej w rejonie Solarolo, ostatecznie 13 kwietnia na skutek zatłoczenia dróg dotarli do rejonu ześrodkowania. Tego dnia w godzinach popołudniowych pułk wyruszył w kierunku linii frontu mając 2 szwadron w straży przedniej. 14 kwietnia nad kanałem Gambellara czołowy 2 szwadron wszedł w styczność bojową z nieprzyjacielem, forsując kanał pod silnym ogniem artylerii. Przy wsparciu lotniczym 2 szwadron podjął natarcie na miejscowość Sasso Morelli, w trakcie walk poległ 1 ułan, 3 odniosło rany. W trakcie walk o miejscowość dowódca szwadronu wysłał dwa podjazdy w sile plutonu każdy celem wyjścia na tyły obrony nieprzyjaciela. Jeden z nich wpadł w zasadzkę i został zniszczony straty, to: 5 poległych ułanów, 8 rannych i 1 jeden w niewoli (krótkotrwałej) i 3 samochody pancerne zniszczone. 2 szwadron pod koniec dnia przeszedł do obrony na zajętym terenie linii kanału Gambellara. Późnym popołudniem wysłany podjazd z 1 szwadronu stoczył potyczkę w rejonie Casa Borchesa wziął do niewoli jeńców i tracąc 1 rannego ułana. 15 kwietnia pułk wypoczywał i prowadził reorganizację oraz naprawiał sprzęt. 16 kwietnia 1 szwadron wsparty baterią samobieżną z 7 pułku artylerii przeciwpancernej do południa współdziałał z prowadzącym natarcie 6 pułkiem pancernym i 13 Wileńskim batalionem strzelców "Rysie", od rzeki Sillaro do kanału Medicina. Od godzin południowych prowadził natarcie w luce pomiędzy 6 pułkiem pancernym, a 43 Brygadą Piechoty Gurkha. 1 szwadron przełamał obronę niemiecką na kanale Scolo Sillaro wziął jeńców, zdobył 2 działa samobieżne, 2 armaty, skład min. Przekroczył kanał Montanara, dotarł do kanału Rondone. 3 szwadron wspierał oddziały 5 KDP, w tym 14 wbs "Żbików" w rejonie Castel Guelfo. 17 kwietnia 1 szwadron prowadził walki w luce pomiędzy tymi samymi oddziałami. Prowadzone dotychczas działania 1 szwadronu przeszły w fazę pościgu za cofającym się wrogiem. Szwadron zdobył baterię Nebelwerferów, działo polowe, dwa samobieżne działa przeciwlotnicze, skład min i jeńców osiągnął rzekę Gaiana. Nad którą został zluzowany przez 6 ppanc. przeszedł do II rzutu. 2 szwadron od godzin południowych osłaniał drugie skrzydło zgrupowania "Rak" wypełnił lukę pomiędzy 2 BPanc. i 5 KDP. Działający dotychczas w tej luce jeden z plutonów 1 szwadronu był niewystarczający, poniósł on w walkach straty 1 poległego. Prowadząc działania zaczepne 2 szwadron dotarł do rzeki Gaiana. 3 szwadron tego dnia współpracował z 4 WBP, zdobył w ciężkiej walce miejscowość La Casetta i dotarł również do rzeki Gaiana. 18 kwietnia 1 i 2 szwadron dozorowały odcinek rzeki Gaiana, prowadziły walkę ogniową i rozpoznawały stanowiska wroga, rannych zostało dwóch ułanów. 3 szwadron prowadził działania zaczepne sforsował rzekę Maggione, we współdziałaniu z 14 Wileńskim batalionem strzelców, tracąc również dwóch rannych ułanów. 19 kwietnia w związku z natarciem zgrupowania "Rak" przez rzekę Gaiana, 1 szwadron wraz z baterią pułkowej artylerii i samochodami pancernymi z haubicami 2 szwadronu prowadził działania demonstracyjne, ostrzeliwał pozycje niemieckie ściągając na własne pozycje ogień wroga. 1 i 2 szwadron i podzielona na dwie części bateria artylerii pułkowej w godzinach popołudniowych osłaniały oba skrzydła nacierającego zgrupowania "Rak". 2 szwadron wspierał natarcie 4 pułku pancernego na rejon miejscowości Palazzina, wykonał gwałtowny atak na dużej prędkości, zlikwidował gniazdo oporu i wziął jeńców. 1 szwadron zdobył miejscowość Cassa Tassinera, zabrał jeńców i rozbił opór wroga. 3 szwadron w tym dniu wspierał piechotę 4 WBP podczas prób forsowania rzeki Gaiana, stracił 4 rannych ułanów. 20 kwietnia tymi samymi siłami ułani karpaccy ubezpieczali skrzydła zgrupowania "Rak", w trakcie tych działań 1 szwadron unieruchomił czołg Panther. Następnie 1 szwadron nawiązał kontakt z 43 Brygadą Gurkha przeprawił się przez rzekę Quaderna, stoczył szereg potyczek z wycofującym się wrogiem, zdobył miejscowość Cento di Budrio. Następnie prowadził zacięte walki przed rzeką i dotarł do rzeki Idice. Wieczorem wspierał pododdziały piechoty nad Idice, ranny został 1 ułan. 2 szwadron prowadził pościg w niesprzyjających warunkach terenowych, w zaciętej walce zdobył miejscowość Fiesso, wziął w niej jeńców utracił jednego rannego i dotarł do rzeki Idice. 3 szwadron ubezpieczał wzdłuż toru Faenza-Bolonia natarcie 4 WBP w kierunku Idice, w godzinach popołudniowych podjął pościg za nieprzyjacielem, toczył walki i rozbił pododdziały wroga w miejscowościach Casa Gnudi i Castenazo, gdzie wziął jeńców i wyrzucił Niemców za rzekę Idice. Rany odniósł jeden oficer. 21 kwietnia o świcie po przeprawieniu się z wielkimi problemami przez Idice, 1 szwadron podjął pościg w kierunku Bolonii, wziął jeńców wkroczył do niej o godz. 7.30 z kierunku północno-wschodniego. 3 szwadron wkroczył do Bolonii po pościgu znad Idice o godz. 10.20 wraz z pododdziałami 12 wołyńskiego batalionu strzelców. 2 szwadron prowadził działania rozpoznawcze w kierunku zachodnim. Ułani karpaccy tymi działaniami zakończyli swój wojenny szlak. Straty poniesione w bitwie o Bolonię to 9 poległych i 23 rannych. Wzięto do niewoli ok. 60 jeńców

## Działania pułku po wojnie
Po zakończeniu walk pułk stacjonował pierwsze dni w Cento di Budrio, od 13 maja stacjonował Civitanova Marche  i pobliskim Montecosaro 44 km od Ankony. 24 czerwca 1945 pułk został włączony w skład 2 Warszawskiej Dywizji Pancernej, w charakterze pancernego pułku rozpoznawczego. W związku z rezygnacją w armii brytyjskiej z odrębnych etatów pancernych pułków rozpoznawczych (ang. armoured reconnaissance regiment), na wniosek Dowództwa 2 Korpusu pułk był formowany według brytyjskiego etatu II/151/3 pułku pancernego z 29 grudnia 1943 (ang. armoured regiment) o stanie 37 oficerów i 655 szeregowych. 
W tym samym miesiącu w Gubbio przy 7 pułku pancernym został zorganizowany szwadron szkolny pod dowództwem porucznika Jana Kolczyńskiego. W ramach szwadronu zorganizowano pięć kursów: instruktorski kierowców czołgów Sherman, kierowców czołgów Sherman, kierowców czołgów Stuart, instruktorski strzelecki i ładowniczych dla radiooperatorów.
Prawdopodobnie w sierpniu pułk zaczął otrzymywać czołgi.
17 listopada 1945 pułk otrzymał sztandar ofiarowany przez Polaków w Rzymie.

25 lipca 1946 pułk wyjechał z Włoch do Wielkiej Brytanii. Po przyjeździe rozmieszczony został w Weelsby Camp, k. Grimsby, Lincolnshire. Od 23 maja 1947 stacjonował w Marken Hill k. Nottingham, Nottinghamshire oraz Weston-on-Trent, k. Derby Derbyshire. Od września 1947 w Sudbrock Camp k. Lincoln, Lincolnshire. Od września połączył się 7 pułkiem pancernym w 204 Basic Unit PRC. 14 lipca 1948 w Sudbrook Camp pułk został rozformowany.
11 listopada 1966 nadano pułkowi Order Virtuti Militari.

## Obsada personalna dywizjonu/pułku 1940–1947
dowódcy pułku
- mjr kaw. Władysław Bobiński
- w/z mjr dypl. Stanisław Maleszewski (23 VII – 20 IX 1941[55])
- w/z mjr Aleksander Kwiatkowski (20 – 25 IX 1941[55])
- mjr/ppłk Stanisław Wyskota–Zakrzewski (27 V 1943 – 1947)

zastępcy dowódcy pułku
- rtm. Stanisław Wyskota–Zakrzewski
- p.o. (zastępujący dowódcę) mjr dypl. kaw. Stanisław Maleszewski (26 VI – 20 IX 1941[56])
- p.o. rtm. Stanisław Kałusowski (25 IX – 14 XI 1941[57])
- rtm. Antoni Smodlibowski (27 VIII 1943 – 30 IV 1944[58])
- rtm./mjr Michał Paciorek (od 5 V 1944[58]–+10 IV 1945[59])
- p.o. rtm. Edward Frankowski (od 11 IV 1945[59])

adiutanci pułku
- por. Tadeusz Majerowicz
- rtm. Aleksander Głowacki
- rtm. Wiktor Zaniewski (do III 1942)
- rtm. Michał Paciorek
- por. Emil Mentel
- por. Jerzy Piątkowski
- por. Andrzej Brzeski (do XII 1944[60])
- rtm. Bolesław Wierzbowski[61]

szwadron dowodzenia (gospodarczy) 
- rtm. Stanisław Wyskota–Zakrzewski
- rtm. Tadeusz Płoski
- rtm. Antoni Smodlibowski
- por. Jan Porzecki
- rtm. Jan Billewicz
- rtm. Stanisław Kiczan (do 23 XII 1944[60])
- rtm. Franciszek Fangor (24 XII 1944– 19 I 1945[60])
- por. Jan Zdański (od 20 I 1945[60])

1 szwadron liniowy 
- rtm. Stanisław Kałusowski (do 5 IX 1942)
- p.o. rtm. Jan Billewicz
- rtm. Michał Paciorek (6 VI 1943 – 5 V 1944[58])
- por./rtm. Edward Frankowski (5 V – 21 VII 1944[62])
- p.o. por. Jerzy Piątkowski (21–25 VII 1944[62])
- por. Emil Mentel (od 25 VII 1944)
- rtm. Edward Frankowski (do 11 IV 1945[59])
- rtm. Emil Mentel[61]

2 szwadron liniowy 
- rtm. Wiktor Zaniewski
- rtm. Aleksander Głowacki
- por. Jan Porzecki
- rtm. Antoni Smodlibowski
- rtm. Zygmunt Sokołowski (do 28 VI 1944)
- p.o. por. Stanisław Holba
- p.o. por. Emil Mentel (do 25 VII 1944[62])
- por./rtm. Stanisław Lickindorf
- por./rtm. Jerzy Piątkowski (11 VIII[62]– +27 VIII 1944[63])
- rtm. Franciszek Fangor (28 VIII[63]– 24 XII 1944[60])
- por./rtm. Henryk Siemiradzki[61]

3 szwadron liniowy 
- por./rtm. Antoni Kawecki (do VII 1942)
- rtm. Stanisław Stryjewski (do 28 VI 1944)
- por./rtm. Ludwik Popiel[61]

W skład każdy szwadronu liniowego wchodziło 5 plutonów samochodów pancernych i pluton szturmowy/wsparcia na transporterach opancerzonych. Stan osobowy pułku liczył 39 oficerów i 710 ułanów. Na uzbrojeniu oddziału znajdowało się 61 samochodów pancernych. W składzie szwadronu 8–działowa bateria armat 75 mm.

## Struktura i wyposażenie pułku
Struktura i wyposażenie pułku w czerwcu 1944 :
- dowództwo pułku
  - poczet dowódcy
- szwadron dowodzenia
  - pluton administracyjny
  - pluton łączności
  - czołówka LAD
- 1 szwadron liniowy
- 2 szwadron liniowy
- 3 szwadron liniowy

Uzbrojenie:
- Samochody pancerne Staghound – 58 (39 Mk. I, 15 Mk. II, 4  AA)
- Samochody rozpoznawcze Daimler Dingo – 23
- Motocykle – 12
- Samochody osobowe – 7
- Samochody MB Willis – 15
- Samochody sanitarne – 1
- Samochody ciężarowe 15ctw – 19
- Samochody ciężarowe 30 cwt (3 tony) – 47
- Samochody warsztatowe – 2
- Dźwigi czołówki L.A.D. – 2
- Samochody M3A3 White – 16
- Transportery półgąsienicowe M3 – 4
- Lekkie karabiny maszynowe – 44
- Rewolwery – 246
- Rakietnice –58
- Pistolety maszynowe Thompson – 74
- Karabiny – 287
- PIAT –9
- Wykrywacze min – 13

Uzbrojenie pułku po przejściu na etat pułku pancernego:
- Czołgi Sherman – 52 (34 z armatą 75 mm, 12 z armatą 17-pdr, 6 z haubicą 105 mm)
- Czołgi rozpoznawcze Stuart M3A3 Recce – 9
- Samochody rozpoznawcze Daimler Dingo – 22
- Motocykle – 18
- Samochody osobowe – 6
- Samochody MB Willis - 13
- Samochody sanitarne – 1
- Samochody ciężarowe 15ctw – 17
- Samochody ciężarowe 30 cwt (3 tony) – 41
- Samochody warsztatowe – 2
- Dźwigi czołówki L.A.D. – 2
- Samochody M3A3 White – 8
- Transportery półgąsienicowe M3 – 4
- Lekkie karabiny maszynowe – 40
- Rewolwery – 269
- Rakietnice –52
- Pistolety maszynowe Thompson – 52
- Karabiny – 180

## Symbole pułku
Sztandar

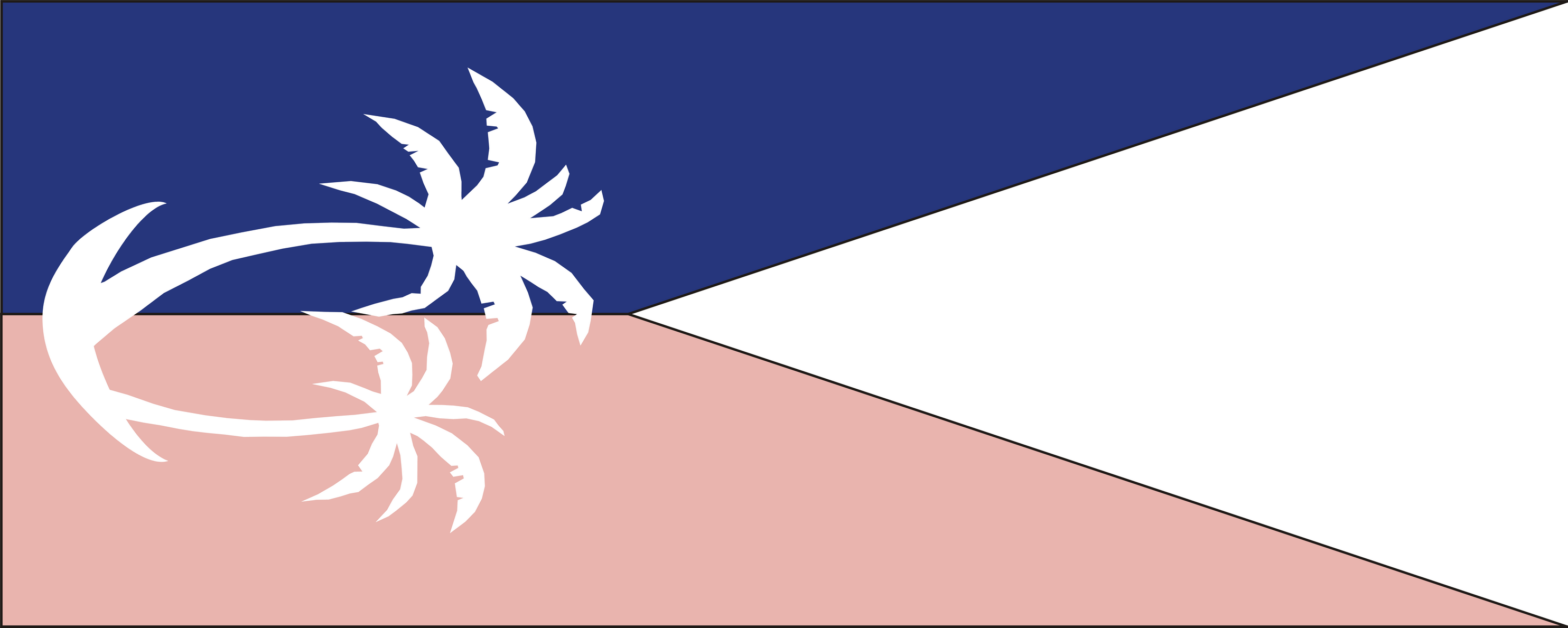
Proporczyk pułku

Sztandar, ufundowany przez społeczeństwo polskie w Rzymie, został wręczony pułkowi 17 listopada 1945. Na stronie głównej umieszczono na ramionach krzyża kawalerskiego nazwy miejscowości, o które pułk walczył: „TOBRUK”, „MC CASSINO”, „ANCONA”, „BOLOGNA”. Na odwrotnej umieszczono: w lewym górnym rogu odznaka honorowa 2 Korpusu, w lewym dolnym i w prawym górnym – oznaki pułkowe, noszone na kołnierzu kurtki i berecie (palmy z półksiężycem) na tle barw pułkowych, w prawym dolnym – oznaka rozpoznawcza dowództwa 2 Korpusu i oddziałów pozadywizyjnych. 
Płachta sztandaru została wykonana w zakładach hafciarskich Watykanu. Pułkowa czołówka naprawcza wykonała drzewce z wyciora armatniego, a orła sztandarowego wykonał z grubo posrebrzanej łuski pocisku armatniego plutonowy A. Łabędzki, artysta rzeźbiarz, późniejszy wykładowca ASP w Krakowie.
Obecnie sztandar eksponowany jest w Instytucie Polskim i Muzeum im. gen. Sikorskiego w Londynie.
Oznakowanie czołgów

W pułku pancernym, z lewej i prawej strony wieży, malowano białe figury geometryczne:
- szwadron dowodzenia – romb;
- 1 szwadron – trójkąt;
- 2 szwadron – kwadrat;
- 3 szwadron – koło/okrąg.

Część wozów pułku, w polu znaku rozpoznawczego, miała namalowany proporczyk pułkowy (niebiesko-amarantowy) z białymi palmami i półksiężycem.